# Fulkran z Lodève
Fulkran z Lodève (zm. 13 lutego 1006) – francuski archidiakon i pokutnik, święty katolicki, od 949 do śmierci biskup diecezji Lodève (dzis. Archidiecezja Montpellier), następca Teodoryka, fundator benedyktyńskiego klasztoru.
Wywodził się ze znamienitej rodziny, prawdopodobnie z hrabiów de Melgueil. Na wychowanie został oddany ówczesnemu biskupowi Lodève Teodorykowi, po śmierci którego powierzono mu urząd biskupi. Sakrę biskupią przyjął w katedrze w Narbonie. Odnowił katedrę i powiększył dochody kapituły; ufundował klasztor benedyktynom i powierzył im kościół Najświętszego Zbawiciela. W 994 roku uczestniczył w synodzie w Puy. 
Podczas swojej kapłańskiej posługi dbał o moralność wśród duchowieństwa i wiernych. Odbudował wiele kościołów i klasztorów. Poświęcał się ubogim i chorym dla których zakładał szpitale.
Zmarł  13 lutego 1006. Po śmierci został pochowany w katedrze w Lodève i czczony jako święty. Jego ciało, które zostało zachowane w stanie nienaruszonym, zostało spalone przez Hugenotów w 1572 roku. Uratowała się znikoma część szczątków. 
Jest drugim patronem diecezji Lodève.
Jego wspomnienie liturgiczne w Kościele katolickim obchodzone jest w dies natalis (13 lutego).